# نسخ (حقوق)
نسخ قانون عملی است که قانون‌گذار به موجب آن به طور صریح یا ضمنی اعتبار قانونی را سلب می‌کند. به عبارت دیگر با وضع قانون جدید، اعتبار و قدرت قانون قدیم از بین می‌رود و قانون جدید جایگزین می‌شود. در اصطلاح حقوقی قانون جدید را ناسخ و قانون قدیم را منسوخ می‌گویند. نسخ قانون را با ابطال آن نباید اشتباه گرفت. به طور مثال در حکومت جدیدی که حکومت سابق خود را نامشروع می داند و در نتیجه مجلس جدید ایجاد می‌کند و اعلام می‌کند که قوانین گذشته بر اساس قانون اساسی جدید درست نبوده است و آنها را ابطال می‌کند، آثار قوانین ابطال شده به‌کلی از بین می‌رود و نتیجه‌اش شامل گذشته نیز می‌شود اما نسخ قانون به موردی گفته می‌شود که قانون‌گذار وجود قانونی را که تشریفات وضع آن درست بوده است را بنا به مصالحی زاید تشخیص می‌دهد. بنابراین اثر قانون نسبت به آینده از بین می‌رود اما آثار گذشتهُ آن حفظ می‌شود.